# Spigolo

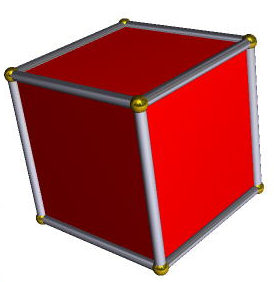
Le linee grigie sono gli spigoli del cubo. I punti dorati sono i vertici

La parola spigolo (dal latino spiculum, diminutivo di spica, punta) è utilizzata nella geometria solida per indicare i segmenti comuni a due facce di un poliedro, ovvero i lati di tali facce.
Secondo una relazione scoperta da Eulero, il numero di spigoli in un poliedro è pari alla somma fra il numero di facce e il numero di vertici del poliedro stesso, diminuita di due.
Talora è detta spigolo anche la retta di intersezione fra due piani non paralleli